# تورنویک
تورنویک (به لاتین: Turnawiec) یک منطقهٔ مسکونی در لهستان است که در Gmina Czarnocin, Świętokrzyskie Voivodeship واقع شده‌است.